# Liván López
Liván López Azcuy (* 24. ledna 1982) je kubánský zápasník–volnostylař, bronzový olympijský medailista z roku 2012.

## Sportovní kariéra
Zápasení se věnoval od 9 let v rodném San Juan y Martínez pod vedením Antonia Álvareze a záhy byl vybrán na sportovní školu v EIDE v nedalekém Pinar del Río. Vrcholově se připravoval v Havaně ve sportovním středisku CEAR. V kubánské volnostylařské reprezentaci se pohyboval od roku 2002 ve váze do 66 kg jako reprezentační dvojka za Geandry Garzónem. V roce 2011 však znenadání v 29 letech Garzóna nahradil – Garzón byl za údajnou špatnou disciplínu na dva roky vyřazen z kubánské reprezentace. Svoji šanci využil maximálně a na mistrovství světa v Istanbulu se třetím místem kvalifikoval na olympijské hry v Londýně v roce 2012. V Londýně prohrál ve druhém kole s Japoncem Tacuhiro Jonemicuem těsně 0:2 na sety. Přes opravy se však probojoval do souboje o třetí místo proti Ázerbájdžánci Džabrajilu Hasanovovi. Úvodní set prohrál 0:3 na technické body, když se v jeho závěru nechal chytit do zámku. Druhý set vyhrál 2:0 na technické body a vyrovnal poměr setů na 1:1. V rozhodujícím třetím setu prohrával půl minuty před koncem po souboji v parteru 0:1 na technické body. V parteru však svého soupeře zároveň vyčerpal a deset sekund před koncem sety ho prakticky bez odporu hodil z výšky pětibodovým hodem na lopatky. Získal bronzovou olympijskou medaili.
Od roku 2014 startuje ve váze do 74 kg. V roce 2016 se prvním místem na panamerické olympijské kvalifikaci v texaském Friscu kvalifikoval na olympijské hry v Riu. V Riu prohrál nečekaně ve druhém kole s Kazachem Galymdžanem Öserbajevem těsně 7:8 na technické body, když ve druhé minutě druhého poločasu dvěma hrubými chybami za 2×4 body přišel o vedení 3:0.

## Výsledky
| Turnaj                  | 2006 | 2007 | 2008 | 2009 | 2010 | 2011 | 2012 | 2013 | 2014 | 2015 | 2016 | 2017 | 2018 |
| Turnaj                  | 24   | 25   | 26   | 27   | 28   | 29   | 30   | 31   | 32   | 33   | 34   | 35   | 36   |
| Turnaj                  | -66  | -66  | -66  | -66  | -66  | -66  | -66  | -66  | -74  | -74  | -74  | -74  | -74  |
| ----------------------- | ---- | ---- | ---- | ---- | ---- | ---- | ---- | ---- | ---- | ---- | ---- | ---- | ---- |
| Olympijské hry          |      |      | —    |      |      |      | 3.   |      |      |      | úč.  |      |      |
| Mistrovství světa       | —    | —    |      | —    | —    | 3.   |      | 2.   | 3.   | 7.   |      | 7.   | —    |
| Panamerické hry         |      | —    |      |      |      | 1.   |      |      |      | 3.   |      |      |      |
| Panamerické mistrovství | 2.   | —    | —    | —    | —    | 1.   | —    | —    | 2.   | —    | 1.   | —    | 1.   |
| Středoamerické a k. hry | —    |      |      |      | —    |      |      |      | 1.   |      |      |      | —    |